# Die Akkumulation des Kapitals. Ein Beitrag zur ökonomischen Erklärung des Imperialismus

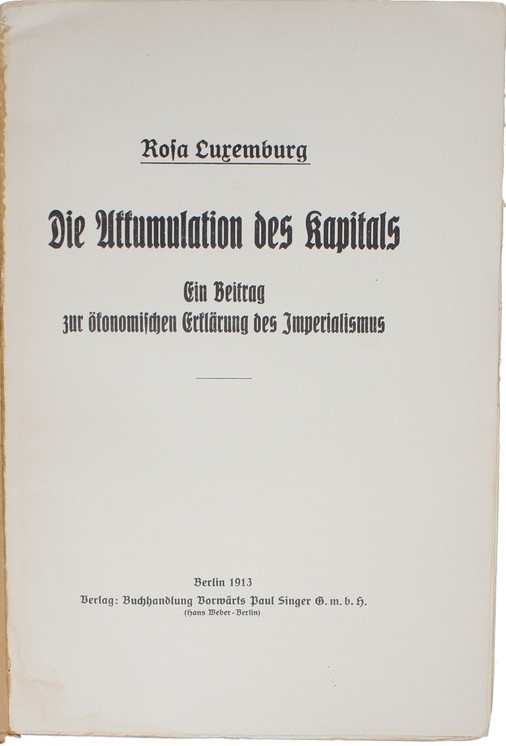

Die Akkumulation des Kapitals. Ein Beitrag zur ökonomischen Erklärung des Imperialismus ist eine ökonomische Schrift von Rosa Luxemburg aus dem Jahre 1913. Sie war ein entscheidender Beitrag zur Imperialismusdebatte im Vorfeld des Ersten Weltkrieges.

## Allgemein
Rosa Luxemburgs Werk erschien erstmals 1913 im sozialdemokratischen Vorwärts-Verlag und erfuhr seitdem zahlreiche Neuauflagen. Luxemburg bezieht sich theoretisch auf Karl Marx und seine Theorie der „ursprünglichen Akkumulation“, welche dieser im ersten Band des Kapital entwickelte.
Luxemburg untersucht vor allem im dritten Abschnitt der „Akkumulation des Kapitals“ die Prozesse, in denen vorkapitalistische Wirtschafts- und Gesellschaftsformen in den kapitalistischen Wirtschaftskreislauf integriert werden.
In der zeitgenössischen Debatte lieferte Luxemburg damit eine ökonomische Argumentation zur Kritik des Kolonialismus und den sich aus Kolonialkonflikten ergebenden außenpolitischen Krisen wie etwa der Marokkokrise sowie der Aufrüstung im Europa der Vorkriegszeit.
Lenin griff ihre Argumentation in seiner 1916 erschienenen Schrift Der Imperialismus als höchstes Stadium des Kapitalismus vor dem Hintergrund des Weltkrieges neu auf.
Als Erwiderung auf zeitgenössische Kritik in der sozialdemokratischen Presse verfasste Luxemburg die Antikritik, die erst nach ihrer Ermordung veröffentlicht wurde.

## Inhalt
Luxemburg vertrat in ihrem Werk eine originäre Imperialismustheorie. Der Kapitalismus bedürfe zur Rettung aus seinen inneren Widersprüchen die Expansion in „nicht-kapitalistische Milieus“ und demzufolge sei der Imperialismus der politische Ausdruck der Konkurrenz der Staaten um „die Reste des noch nicht mit Beschlag belegten nichtkapitalistischen Weltmilieus“. Sie gründete ihren Ansatz auf eine Kritik der von Marx im 2. Band des Werkes Das Kapital entwickelten Reproduktionschemata. Im „reinen“ Kapitalismus gerät die Entwicklung der Produktivkräfte in einen fundamentalen Widerspruch zur Konsumtionsfähigkeit der Gesellschaft, und die erweiterte Reproduktion stößt an die nationalen Grenzen. Der Kapitalismus braucht nichtkapitalistische Produktionsformen für die Realisierung des überschüssigen Mehrwerts. Mit dem Kolonialismus werden neue kapitalistische Aneignungsformen geschaffen, ein Prozess den Marx Ursprüngliche Akkumulation nannte. Sie beschreibt die Kapitalakkumulation als einen „Prozess des Stoffwechsels“, der sich zwischen der kapitalistischen und den vorkapitalistischen Produktionsweisen vollzieht. Paradoxes Ergebnis ist es, dass „die alten kapitalistischen Länder füreinander immer größeren Absatzmarkt darstellen, füreinander immer unentbehrlicher werden und zugleich einander immer eifersüchtiger als Konkurrenten in Beziehungen mit nichtkapitalistischen Ländern bekämpfen“. Der Militarismus ist für Luxemburg ebenfalls ein Gebiet der Kapitalakkumulation und übt eine wichtige ökonomische Funktion aus: „In Gestalt der militärischen Aufträge des Staates wird die zu einer gewaltigen Größe konzentrierte Kaufkraft der Konsumentenmassen [...] der Willkür, den subjektiven Schwankungen der persönlichen Konsumtion entrückt und mit einer fast automatischen Regelmäßigkeit [...] begabt“. Dies befördere die Konzentration der Produktion in Großunternehmen, die mit staatlichen Rüstungsgroßaufträgen, unter günstigeren Bedingungen für die Mehrwertproduktion und Akkumulation, statt der zivilen Produktion, arbeiten können. Der Rüstungsmarkt ermögliche ein regelmäßiges und rhythmisches Wachstum und als größten Vorteil: unbegrenzte Expansionsmöglichkeiten.

## Das Werk
- Die Akkumulation des Kapitals. Ein Beitrag zur ökonomischen Erklärung des Imperialismus. Buchhandlung Vorwärts Paul Singer, Berlin 1913 (Faksimile-Nachdruck Limmat-Verlag, Zürich 1966)
- Die Akkumulation des Kapitals. Ein Beitrag zur ökonomischen Erklärung des Imperialismus. Vereinigung Internationaler Verlags-Anstalten, Berlin 1923  (Rosa Luxemburg. Gesammelte Werke VI) Digitalisat
- Die Akkumulation des Kapitals. Ein Beitrag zur ökonomischen Erklärung des Imperialismus. (Nachdruck der 4. Auflage 1923) Verlag Neue Kritik, Frankfurt am Main 1970
- Die Akkumulation des Kapitals. Ein Beitrag zur ökonomischen Erklärung des Imperialismus. In: Rosa Luxemburg. Gesammelte Werke. Band 5: Ökonomische Schriften. Berlin 1985 S. 6–411.

### DieAntikritik
- Die Akkumulation des Kapitals oder was die Epigonen aus der Marxschen Kritik gemacht haben. Eine Antikritik. Franke, Leipzig 1921 Digitalisat
- Die Akkumulation des Kapitals oder Was die Epigonen aus der Marxschen Kritik gemacht haben. Eine Antikritik. In: Rosa Luxemburg. Gesammelte Werke. Band 5: Ökonomische Schriften, Berlin 1985. S. 413–523.

## Sekundärliteratur
- Eduard Rosenbaum: Rosa Luxemburg. Die Akkumulation des Kapitals. Ein Beitrag zur ökonomischen Erklärung des Imperialismus. Berlin 1913. In: Weltwirtschaftliches Archiv. Zeitschrift des Instituts für Weltwirtschaft an der Universität Kiel  begr. von Bernhard Harms. Mohr, Tübingen, Band 4, 1914, S. 259–262 ISSN 0043-2636
- Nikolaj Ivanovič Bucharin: Der Imperialismus und die Akkumulation des Kapitals. 2., unveränd. Auflage (Sonderabdruck aus der Zeitschrift Unter dem Banner des Marxismus) Wien 1926 (Marxistische Bibliothek, Band 9)
- Anton Pannekoek: Die Zusammenbruchstheorie des Kapitalismus. Juni 1934.
- Tony Cliff: Studie über Rosa Luxemburg. VIII. Die Akkumulation des Kapitals, 1959.
- Isabel Loureiro: Die Aktualität von Rosa Luxemburgs „Akkumulation des Kapitals“ in Lateinamerika. In: Jahrbuch für Forschungen zur Geschichte der Arbeiterbewegung, Heft II/2013.
- Ingo Schmidt (Hrsg.): Rosa Luxemburgs »Akkumulation des Kapitals«. Die Aktualität von ökonomischer Theorie, Imperialismuserklärung und Klassenanalyse. VSA-Verlag, Hamburg 2013 ISBN 978-3-89965-557-5